# 托巴套氏病毒科
托巴套氏病毒科（學名：Tobaniviridae）是網巢病毒目的一個科，為具包膜的正單鏈RNA病毒，基因組大小介於20,000nt至32,000nt之間，以哺乳類、魚類或蛇類為宿主。

## 分類

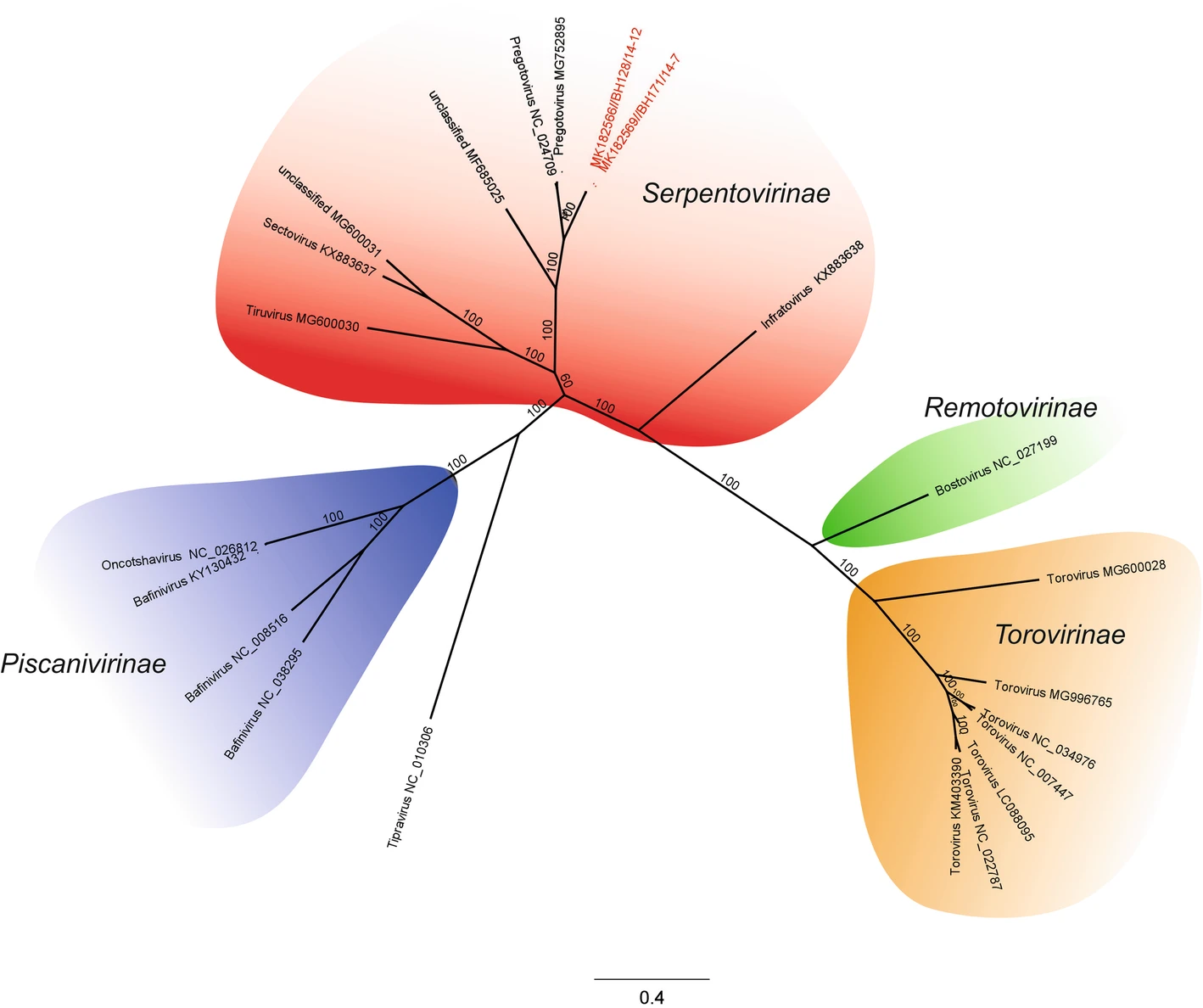
托巴套氏病毒科各病毒的演化樹

國際病毒分類委員會將托巴套氏病毒科分為4個亞科共8個屬：
- Piscanivirinae
  - 白鳊鱼病毒属（Bafinivirus）：白鳊鱼病毒（英语：White bream virus）與胖頭鱥網巢病毒一型
  - Oncotshavirus：帝王鮭網巢病毒一型（Chinook salmon nidovirus 1）
- Remotovirinae
  - Bostovirus：牛網巢病毒一型（Bovine nidovirus 1）
- 蛇病毒亞科（Serpentovirinae）
  - Infratovirus：東亞腹鏈蛇托巴套氏病毒一型（Hebius tobanivirus 1）與Infratovirus 1
  - Pregotovirus：球蟒網巢病毒一型（Ball python nidovirus 1）、樹蟒托巴套氏病毒一型（Morelia tobanivirus 1）、Berisnavirus、松果蜥網巢病毒一型（Shingleback nidovirus 1）
  - Sectovirus：Sectovirus 1
  - Lyctovirus：白環蛇托巴套氏病毒一型（Lycodon tobanivirus 1）
- 環曲病毒亞科（Torovirinae）
  - 環曲病毒屬（Torovirus，又稱托羅病毒屬）：牛環曲病毒（Bovine torovirus）、馬環曲病毒（Equine torovirus）、豬環曲病毒（Porcine torovirus）